# 康塞桑-杜阿尔梅达
康塞桑-杜阿尔梅达是巴西巴伊亚州的一个市镇。总面积281.903平方公里，总人口15314人，人口密度54.3人/平方公里。